# Ekaterinita
L'ekaterinita és un mineral de la classe dels borats. Acostuma a formar agregats foliats de tipus rosa.

## Característiques
L'ekaterinita és un borat de fórmula química Ca₂(B₄O₇)(Cl,OH)₂·2H₂O. Cristal·litza en el sistema hexagonal. La seva duresa a l'escala de Mohs és 1.
Segons la classificació de Nickel-Strunz, l'ekaterinita pertany a «06.H - Borats sense classificar», juntament amb els següents minerals: braitschita-(Ce), canavesita i qilianshanita.

## Formació i jaciments
S'ha descrit en un context de dipòsits de ferro, concretament en vetes de calcita i calcita i anhidrita associades a skarns mineralitzats; associada amb shabinita, serpentines, korshunovskita, iowaïta, hidromagnesita, halita i dolomita. S'ha descrit només a la seva localitat tipus, a la Mina de Ferro de Korshunovskoye, óblast d'Irkutsk, Rússia.